# Andrea Turazzi
Andrea Turazzi né le 24 août 1948 est un prélat italien, évêque du diocèse de Saint-Marin-Montefeltro depuis octobre 2013.

## Biographie
Andrea Turazzi est né le 24 août 1948 à Bondeno en Italie. Il est rentré au séminaire en 1958, et a obtenu en 1967 une formation classique après avoir suivi les cours de théologie et de philosophie. Il a reçu une licence théologique à l'Académie théologique de Bologne.
Il a été ordonné prêtre le 27 mai 1972 pour l’archidiocèse de Ferrare-Comacchio, il a ensuite été vicaire à la paroisse de Notre Dame de Ferrare de 1972 à 1973, puis vicaire à Pontelagoscuro, puis assistant régional pour le diocèse d'une action catholique pour garçon de 1974 à 1984. Il a été ensuite appelé à devenir directeur spirituel du séminaire de l'archidiocèse de 1984 à 2001. Il a ensuite été appelé à devenir le pasteur de Corpus Domini de Ferrara puis d'être curé de la Saint Famille de Ferrara. Le 30 octobre 2013, le pape François le nomme évêque de Saint Marin-Montefeltro.

## Sources
- Fiche sur catholic-hierarchy